# Цна
Цна (блр. Цна; рус. Цна) белоруска је река и лева притока реке Припјат (део басена реке Дњепар).
Извире у мочварном подручју код села Гајнинец у Љахавичком рејону Брестске области, тече Припјатским Полесјем преко територије Ганцавичког и Лунинечког рејона и улива се у реку Припјат.
Укупна дужина тока је око 126 km, а површина сливног подручја 1.130 km². Просечан проток воде на годишњем нивоу у зони ушћа је око 7,23 m³/s. Максималан проток од 87,6 m³/s забележен је 1970, а минимална количина воде од свега 0,51 m³/s свега годину дана раније (1969). Ширина реке у доњим деловима тока је око 10 метара, а обалне равнице између 500 и 1.000 м. Под ледом је од краја децембра до средине марта. 
Канализовано је око 54 km тока. На реци се налази град Ганцавичи.